# Claude Sahut
Claude Antoine Sahut Laurent (Montpellier, 15 de enero de 1883 – Ibídem, 16 de agosto de 1932) fue un arquitecto francés.
Estudió en l’École des Beaux-Arts de París, especializándose en el dibujo y manejo de los estilos de ornamentación y decoración dentro de la arquitectura.
Llega al Perú en 1905 para trabajar como diseñador de muebles para la fábrica Magot Frères. Además de trabajar para esta empresa, realiza proyectos de casas para familias importantes.

En 1907, el Gobierno Peruano le encarga la jefatura de la Sección de Obras de la Beneficencia Pública de Lima, donde realiza numerosas obras.

Al ser conocidas sus cualidades como arquitecto y relacionarse más con el ambiente de construcción en Lima, sus trabajos se multiplican.

En 1926, el presidente Augusto B. Leguía encargó al arquitecto el diseño del nuevo Palacio de Gobierno, pero después del golpe de Estado las obras se paralizan.

En 1932, Sahut vuelve a Francia donde poco después muere aquejado por una pleuresía.

## Casa de Aurelio García y Lastres

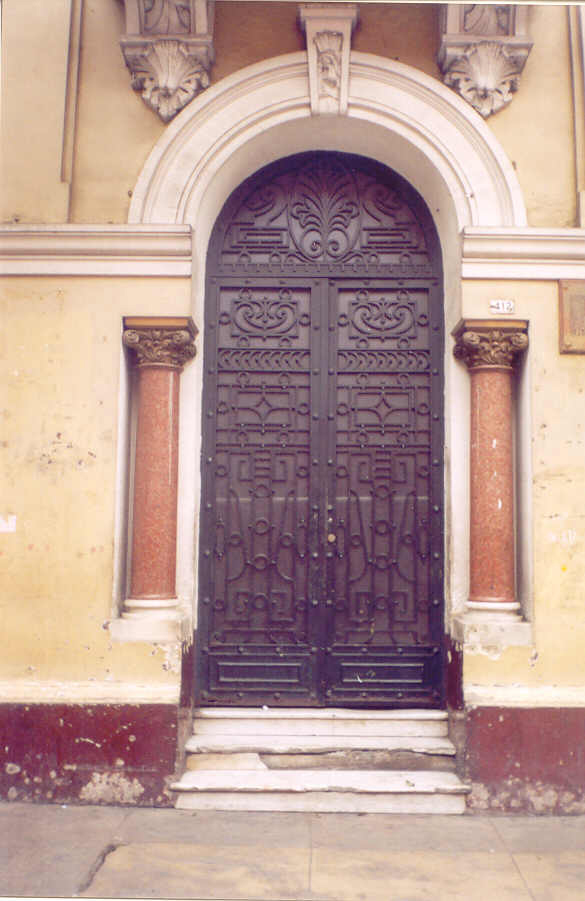
Puerta ingreso principal
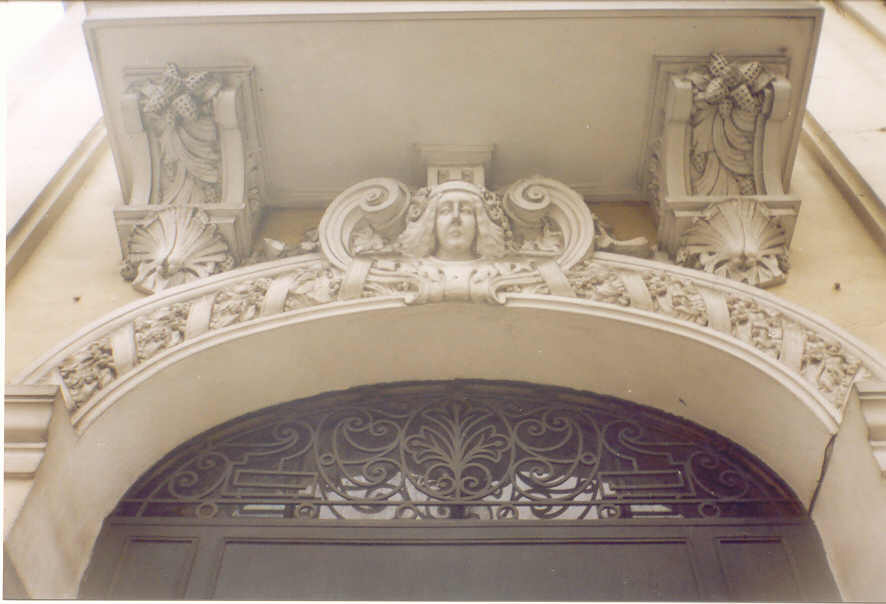
Moldura en ventana
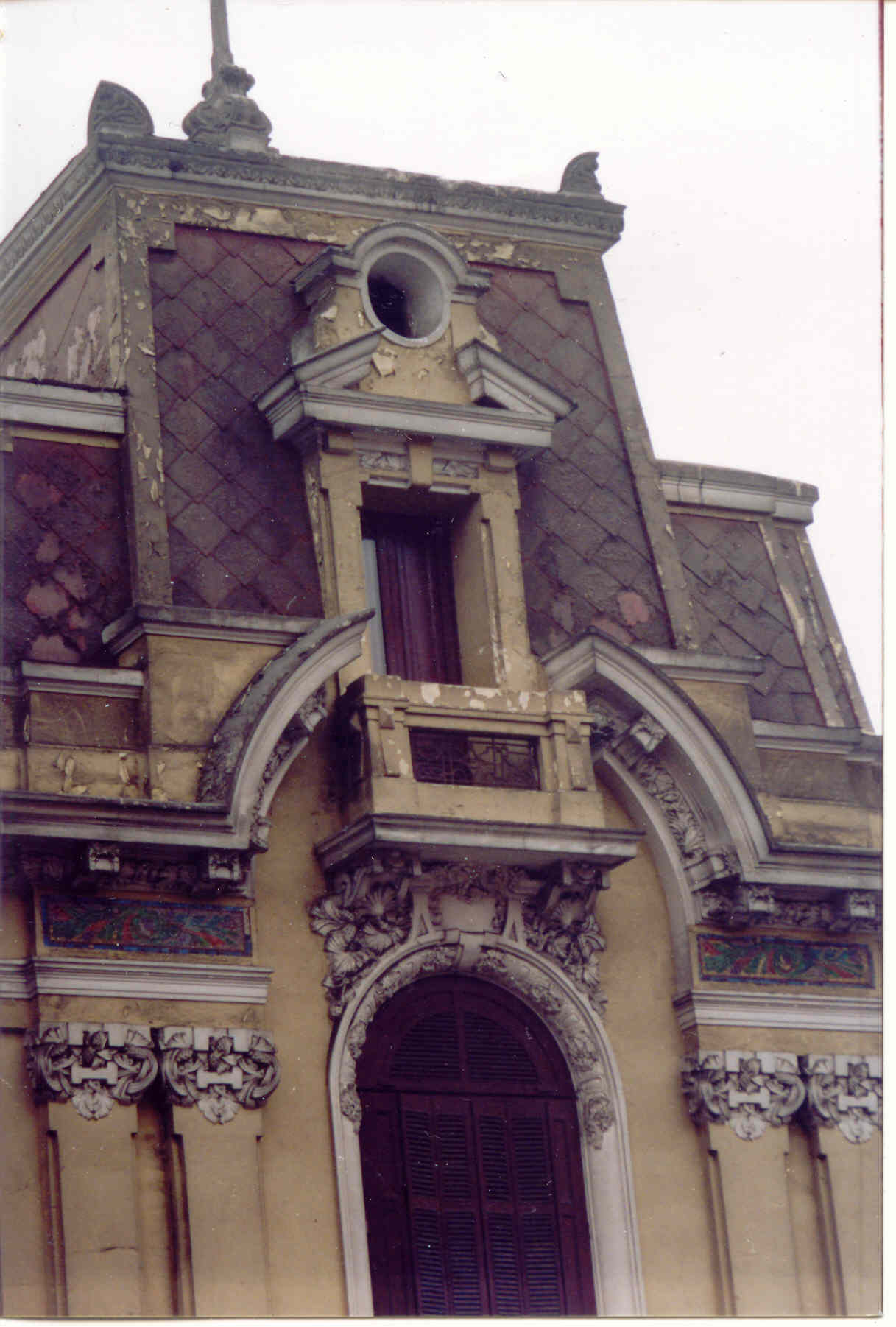
Mansarda